# Hermann Karoli

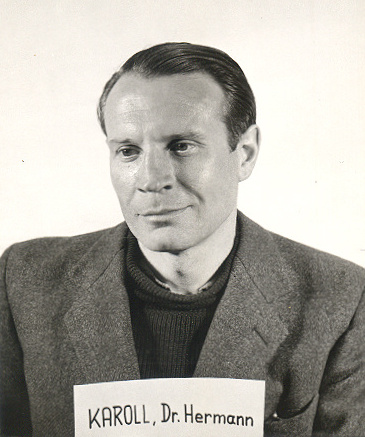
Hermann Karoli als Zeuge bei den Nürnberger Prozessen.

Hermann Karoli (* 27. März 1906 in Hahnbach, Österreich-Ungarn; † 3. April 1996 in Essen) war ein deutscher Wirtschaftsprüfer und Wirtschaftsfunktionär.

## Leben und Wirken

### Jugend und Ausbildung (1906 bis 1931)
Karoli wuchs als Pfarrerssohn in Siebenbürgen auf, wo die Familie zur deutschsprachigen Minderheit der Siebenbürger Sachsen gehörte. Für sein Studium siedelte Karoli 1924 aus dem Königreich Rumänien ins Deutsche Reich über, wo er die Handelshochschule Berlin und die Universitäten Leipzig und Innsbruck besuchte und im Oktober 1927 mit Abschlüssen als Diplombücherrevisor, Diplomkaufmann sowie im Juni 1931 mit Grad eines Dr. rer. pol. verließ.

### Berufseinstieg und Zeit des Nationalsozialismus (1931 bis 1945)
Ab 1931 war Karoli – der 1932 die deutsche Staatsbürgerschaft erwarb – im Revisionswesen als Wirtschaftsprüfer tätig: Zunächst arbeitete er in einem Wirtschaftsprüferbüro Voß und Meyer in Berlin, bevor er 1935 als Prokurist in die Deutsche Revisions- und Treuhand AG Treuarbeit wechselte. Für diese war er zunächst als Niederlassungsleiter in Hamburg tätig, bevor er zum persönlichen Adjutanten des nationalsozialistischen Wirtschaftsführers Wilhelm Voß wurde. 1938 wurde Karoli von Voß für die nach der deutschen Eingliederung der Sudetengebiete erfolgende Übernahme der tschechoslowakischen Petschek-Unternehmen abgestellt, deren Kohlengruben er in die deutsche Kriegswirtschaft integrierte. Ebenfalls 1938 wurde Karoli in den Vorstand der Deutschen Revisions- und Treuarbeit-AG aufgenommen, dem er bis 1945 angehörte.
Karoli trat zum 1. April 1939 der SS bei und gehörte einem SS-Reitersturm in Wien an. Zum 27. Juli 1942 wurde er zur Waffen-SS eingezogen. Im April 1943 kam er mit dem SS-Panzer-Grenadier-Regiment „Theodor Eicke“ der SS-Totenkopf-Division an die Ostfront, wo er sich an der Bekämpfung sowjetischer Partisanen beteiligte. Nach einem Lungenschuss im Juli 1943 wurde er an den Heimatstandort seiner Einheit verlegt, wo er eine Weile im Küchendienst eingesetzt wurde. Im November 1943 wurde er dann zur Verwendung in der Wirtschaftsverwaltung der SS nach Berlin versetzt: Nach der Absolvierung eines Kursus bei der Führerschule des Verwaltungsdienstes in Bad Arolsen wurde er zum Jahresende 1943 bis zum Sommer 1944 mit der Revision der SS-nahen Wirtschaftsgesellschaft mbH beauftragt. Nach dem Abschluss dieser Aufgabe war er von Mitte 1944 bis zum Kriegsende Leiter der Revisionsabteilung im SS-Wirtschafts- und Verwaltungshauptamt (WVHA) in Berlin. Zum 10. August 1944 wurde er zum SS-Untersturmführer, zum 30. Januar 1945 zum SS-Obersturmführer befördert (SS-Nummer 416.627).

### Kriegsgefangenschaft und Nachkriegszeit
Bei Kriegsende geriet Karoli in alliierte Gefangenschaft. Er wurde in der Folgezeit in verschiedenen Internierungslagern festgehalten und als Zeuge im Rahmen der Nürnberger Prozesse verhört. So sagte er im Juli 1947 als Zeuge der Verteidigung im Prozess Wirtschafts- und Verwaltungshauptamt der SS aus. Ferner wurde er über den Verbleib von Adolf Eichmann, der mit ihm im selben Gefangenenlager untergebracht war, befragt.
Nach seiner Entlassung aus der Kriegsgefangenschaft machte Karoli sich 1948 zusammen mit seinem Bruder Richard Karoli (1903–1984) als Wirtschaftsprüfer selbständig: Sie gründeten die in Berlin und Essen niedergelassene Karoli-Wirtschaftsprüfung GmbH. Trotz ihrer SS-Vergangenheit machten die Brüder Peter-Ferdinand Koch zufolge „eine atemberaubende Karriere“ in der jungen Bundesrepublik, so gehörten zahlreiche bedeutende Firmen zu ihren Kunden wie z. B. die I.G. Farben Nachfolger. Noch 1971 nannte der Spiegel Karoli einen der „einflußreichsten Berater westdeutscher Konzerne“.
Hermann Karoli saß in den 1950er bis 1970er Jahren zudem in mehreren Aufsichtsräten: Am 31. August 1962 wurde er als Großaktionär zusammen mit Harald Quandt in den Aufsichtsrat von BMW gewählt und in der anschließenden Aufsichtsratssitzung als Nachfolger von Alfons Wagner zum Vorsitzenden des BMW-Aufsichtsrates gewählt. Diese Stellung behielt er knapp zehn Jahre lang, bis zum 7. Juli 1972 bei. Zu den weiteren Firmen, in deren Aufsichtsrat Karoli Mitglied war, zählten die Opalstrumpfwerke GmbH Margaritoff & Schaffer sowie vom 18. Januar 1967 bis zum 31. Dezember 1968 die Hans Glas GmbH.
Als 1979 die Karoli-Wirtschaftsprüfung GmbH mit der Treuhand-Vereinigung Aktiengesellschaft fusionierte, wechselte Hermann Karoli aus der aktiven Geschäftsführung in den Aufsichtsrat des Unternehmens, das mit rund 600 Mitarbeitern und einem Umsatz von über 60 Millionen DM zu den größten Wirtschaftsprüfungsgesellschaften in Deutschland gehörte. Karoli war Rotarier.

## Familie
Hermann Karoli, Sohn von Emma Karoli, geborene Fleischer, und dem Pfarrer Rudolf Karoli, war evangelisch und  seit 1943 mit Susanne Seeberg (1915–1993) verheiratet, mit der er einen Sohn und eine Tochter hatte. Er lebte in Essen-Bredeney. Sein Sohn Michael Karoli war Gitarrist der deutschen Krautrock-Band Can, seine Tochter Constanze ist mit dem Psychologen Ernst-Dieter Lantermann verheiratet.

## Schriften
- Öffentliche oder private Wirtschaft. Versuch einer grundsätzlichen Abgrenzung der öffentlichen Wirtschaftstätigkeit mit anschliessender Übertragung der gefundenen Grundsätze auf das Wirtschaftsleben Romäniens. 1931. (Dissertation zur Erlangung der Doktorwürde, Innsbruck, Mai 1931)[11]

- Lastenausgleich und Jahresabschluss handels- und steuerrechtlich betrachtet. 1954. (zusammen mit Richard Karoli und Kurt Mathews)[12]